# Álvaro Magaña
Álvaro Alfredo Magaña Borja (Ahuachapán, El Salvador, 8 d'octubre de 1926 - San Salvador, El Salvador, 10 de juny de 2001) va ser un polític, advocat i economista salvadorenc. President Interí de la República (1982-1984).
Va fer estudis de dret a la Universitat d'El Salvador i d'economia a la Universitat de Chicago als Estats Units. Des de 1962, va ser funcionari governamental als diferents governs del Partit de Conciliació Nacional. Va ser president de l'estatal Banc Hipotecari d'El Salvador (1965-1982). Va ser anomenat President Provisional d'El Salvador, el 2 de maig de 1982 per l'Assemblea Constituent sortida de les eleccions del 28 de març de 1982. Va substituir en el poder a la Junta Revolucionària de Govern. Magaña, de tendència dretana, va ser triat per governar mentre es redactava la nova Constitució d'El Salvador. Al seu govern provisional li va correspondre preparar les eleccions presidencials de 1984.